# محمد نیک‌نژاد
محمد نیک‌نژاد (زاده ۱۳۴۶) سرتیپ دوم خلبان فرماندهی انتظامی جمهوری اسلامی ایران است، که در فاصله سال‌های ۱۳۹۸ تا ۱۴۰۲ فرماندهی هواپیمایی فراجا را برعهده داشت.

## پیشینه
محمد نیک‌نژاد، خلبان هواپیمای مسافربری نظامی و فرمانده هواپیمایی انتظامی جمهوری اسلامی ایران است. وی در سال ۱۳۶۸ با ورود به دانشگاه تربیت افسری ژاندارمری علوم نظامی و انتظامی پایه را فرا گرفت و پس از آن برای گذراندن علوم تخصصی هوایی در شاخه خلبانی انتخاب شد. وی در طول خدمت مسئولیت اداره معاونت های مختلف و برخی از پایگاه های هوایی انتظامی کشور را بر عهده داشت و در دی ماه سال ۱۳۹۸ با درجه سرهنگی به فرماندهی هواپیمایی انتظامی جمهوری اسلامی ایران منصوب و پس از مدت یک ماه با  حکم فرمانده کل قوا به درجه سرتیپ دومی نائل گردید.